# محمود الخالدي (لاعب أولمبي)
محمود الخالدي (قابس، في 5 ديسمبر 1985) هو من أبرز لاعبي القوى التونسين في دورات الألعاب البارالمبية الصيفية 2008 و2012 وبطولات العالم للمعاقين.

## إنجازاته
شارك محمود في الألعاب البارلمبية الصيفية 2008 في بيجين حيث فاز بميدالية برونزية في ماراطون في إختصاص P12. كما فاز في الألعاب البارلمبية الصيفية 2012 في لندن بميدالية ذهبية في سباق 400م في إختصاص T12.

## الإختصاصات
- 800 متر رجال T12
- 400 متر رجال T12

## روابط خارجية
- محمود الخالدي على موقع Paralympic.org (الإنجليزية)
- محمود الخالدي على موقع IPC.InfostradaSports.com (مؤرشف) (الإنجليزية)